# 파도위의 집
파도위의 집은 SBS에서 1999년 1월 6일부터 1999년 1월 14일까지 매주 수,목 밤 21시 55분에 방영되었던 가족의 행복을 진솔한 이야기를 통해 가슴 뭉클하게 담아낸 특집 드라마인데 SBS 문화재단이 공모한 98년 제 1회 TV문학상 우수상 시상작을 극화했다.

## 제작진
- 극본 : 김혜영
- 연출 : 김수룡

## 등장 인물
- 김갑수 : 서문수 역
- 조민수 : 소란 역
- 명세빈 : 마리아 역
- 나문희 : 마리아 모 역
- 김지영 : 소란 모 역
- 황미선: 공실이 역
- 석건표 : 서보찬 역